# IMAX Corporation
IMAX Corporation es la empresa que diseña y fabrica cámaras y proyectores IMAX, así como la producción y distribución a las distintas filiales
IMAX. Se fundó en 1967 después de la demostración en la Expo 67 en Montreal, y fue co-sede en la ciudad de Nueva York y Toronto. IMAX proporciona cámaras a los cineastas y por su parte, exhibe películas en sus teatros de todo el mundo.
IMAX®, IMAX® 3D, IMAX DMR®, Vívela en IMAX®, Una experiencia IMAX 3D®, IMAX es creer ™ y La experiencia IMAX® son marcas registradas.
DMR: remasterización digital, sistema patentado para aumentar la definición y sonido. Esto se logra escaneando cada fotograma individual y mejorándolo técnicamente.
Hasta junio de 2016 había 1.102 teatros IMAX localizado en 69 países diferentes.
A diciembre de 2019, había 1,624 teatros IMAX ubicados en 81 países, de los cuales 1,529 estaban en multiplexos comerciales. Estos incluyen variaciones IMAX como IMAX 3D, cúpula IMAX y IMAX digital. El CEO es Richard Gelfond.
Pronunciación
A pesar de ser una palabra en inglés, la empresa fue creada por franceses, por tal motivo al pronunciar el nombre de la empresa se refieren a IMAX y no a su pronunciación en inglés AIMAX.